# Цакташ, Мийо
Ми́йо Ца́кташ (хорв. Mijo Caktaš; 8 мая 1992, Сплит, Хорватия) — хорватский футболист, полузащитник клуба «Сивасспор».

## Карьера

### Клубная
Воспитанник хорватских футбольных клубов «Дугополе» и «Хайдук». В первой половине сезона 2011/2012 на правах аренды играл за «Дугополе» во второй лиге Хорватии. Провёл 14 игр, забил 4 гола.
Первый матч за взрослую команду «Хайдука» провёл 25 февраля 2012 года в рамках 19-го тура Чемпионата Хорватии против клуба «Истра 1961». Встреча завершилась вничью со счётом 1:1. Первый гол за команду забил 21 марта 2012 года в матче 18-го тура в ворота «Риеки». «Хайдук» выиграл со счётом 3:0. Всего, за первый сезон в основной команде, провёл на поле 11 игр и забил 2 гола в рамках чемпионата. В сезоне 2012/13 сыграл 30 матчей и забил 9 голов. Стал обладателем Кубка Хорватии. В сезоне 2013/14 сыграл 6 матчей, забил 1 гол. В сезоне 2014/15 провёл на поле 31 игру и забил 9 голов. В первой половине сезона 2015/16 сыграл 17 матчей и забил 6 голов.
21 января 2016 года подписал контракт с казанским «Рубином». В сезоне 2015/16 сыграл 11 матчей и забил 1 гол в чемпионате. В сезоне 2016/17 сыграл 17 матчей и забил 2 гола в чемпионате. В первой части сезона 2017/18 сыграл в чемпионате 10 матчей и забил 2 гола.
В январе 2018 года перешёл из «Рубина» в «Хайдук» на правах свободного агента из-за двухмесячной задержки зарплаты.
В сезоне 18/19 Цакташ стал лучшим бомбардиром чемпионата Хорватии, забив 19 мячей.

### В сборной
11 июня 2019 года дебютировал за сборную Хорватии в товарищеском матче против команды Туниса.

## Достижения
Хайдук (Сплит)
- Обладатель Кубка Хорватии (1): 2012/2013
- Вице-чемпион Хорватии (1): 2011/2012
- Бронзовый призёр чемпионата Хорватии (4): 2013/2014, 2014/2015, 2017/2018, 2018/2019
- Финалист Суперкубка Хорватии (1): 2013

## Статистика

### Клубная
| Выступление       | Выступление      | Выступление      | Чемпионат | Чемпионат | Кубки | Кубки | Еврокубки | Еврокубки | Прочие | Прочие | Итого | Итого |
| Клуб              | Лига             | Сезон            | Игры      | Голы      | Игры  | Голы  | Игры      | Голы      | Игры   | Голы   | Игры  | Голы  |
| ----------------- | ---------------- | ---------------- | --------- | --------- | ----- | ----- | --------- | --------- | ------ | ------ | ----- | ----- |
| Хайдук (Сплит)    | Первая лига      | 2011/12          | 11        | 2         | 0     | 0     | 0         | 0         | 0      | 0      | 11    | 2     |
| Хайдук (Сплит)    | Первая лига      | 2012/13          | 30        | 9         | 8     | 1     | 4         | 0         | 0      | 0      | 42    | 10    |
| Хайдук (Сплит)    | Первая лига      | 2013/14          | 6         | 1         | 0     | 0     | 4         | 1         | 1      | 1      | 11    | 3     |
| Хайдук (Сплит)    | Первая лига      | 2014/15          | 31        | 9         | 5     | 0     | 6         | 2         | 0      | 0      | 42    | 11    |
| Хайдук (Сплит)    | Первая лига      | 2015/16          | 17        | 6         | 3     | 3     | 8         | 4         | 0      | 0      | 28    | 13    |
| Хайдук (Сплит)    | Итого            | Итого            | 95        | 27        | 16    | 4     | 22        | 7         | 1      | 1      | 134   | 39    |
| Дугополе (аренда) | Вторая лига      | 2011/12          | 14        | 4         | 0     | 0     | 0         | 0         | 0      | 0      | 14    | 4     |
| Дугополе (аренда) | Итого            | Итого            | 14        | 4         | 0     | 0     | 0         | 0         | 0      | 0      | 14    | 4     |
| Рубин             | Премьер-лига     | 2015/16          | 11        | 1         | 0     | 0     | 0         | 0         | 0      | 0      | 11    | 1     |
| Рубин             | Премьер-лига     | 2016/17          | 17        | 2         | 4     | 0     | 0         | 0         | 0      | 0      | 21    | 2     |
| Рубин             | Премьер-лига     | 2017/18          | 10        | 2         | 0     | 0     | 0         | 0         | 0      | 0      | 10    | 2     |
| Рубин             | Итого            | Итого            | 38        | 5         | 4     | 0     | 0         | 0         | 0      | 0      | 42    | 5     |
| Хайдук (Сплит)    | Первая лига      | 2017/18          | 13        | 6         | 2     | 0     | 0         | 0         | 0      | 0      | 15    | 6     |
| Хайдук (Сплит)    | Первая лига      | 2018/19          | 28        | 19        | 2     | 0     | 4         | 2         | 0      | 0      | 34    | 21    |
| Хайдук (Сплит)    | Итого            | Итого            | 41        | 25        | 4     | 0     | 4         | 2         | 0      | 0      | 49    | 27    |
| Всего за карьеру  | Всего за карьеру | Всего за карьеру | 188       | 61        | 24    | 4     | 26        | 9         | 1      | 1      | 239   | 75    |

по состоянию на 18 июня 2019

### В сборной
| Матчи Цакташа за сборную Хорватии | Матчи Цакташа за сборную Хорватии | Матчи Цакташа за сборную Хорватии | Матчи Цакташа за сборную Хорватии | Матчи Цакташа за сборную Хорватии | Матчи Цакташа за сборную Хорватии | Матчи Цакташа за сборную Хорватии |
| --------------------------------- | --------------------------------- | --------------------------------- | --------------------------------- | --------------------------------- | --------------------------------- | --------------------------------- |
| №                                 | Дата                              | Оппонент                          | Счёт                              | Голы                              | Соревнование                      |                                   |
| 1                                 | 11 июня 2019                      | Тунис                             | 1:2                               | —                                 | Товарищеский матч                 |                                   |

Итого: 1 игра / 0 голов; 0 побед, 0 ничьих, 1 поражение.